# Jochen Stoss
Jochen Stoss (* 1942) ist ein deutscher Pressefotograf.

## Leben
Stoss erhielt seine Ausbildung zum Reproduktions- und Industriefotografen im Druckhaus des Schünemann-Verlags in Bremen. Sein erstes Foto verkaufte er mit 16 Jahren an den Weserkurier.
Von 1967 bis 2011 arbeitete er als Pressefotograf für den Weserkurier. In den gut vier Jahrzehnten dokumentierte er für die Lokalredaktion Bremen, aber auch für die Redaktionen im Umland das Zeitgeschehen. 
Vor zwei Jahren übergab Stoss sein privates Archiv – rund 750.000 Fotos – dem Staatsarchiv Bremen.

## Schriften
- Pressefotografie 1958 – 2011. (mit ca. 190 Fotoaufnahmen), Staatsarchiv Bremen, Bremen 2017, ISBN 3-925729-80-1; Herausgeber: Joachim Koetzle, Boris Löffler-Holte, Staatsarchiv Bremen.
- Bremen zu Beginn des 21. Jahrhunderts. Aufbruch, Umbruch oder chronischer Sanierungsfall. [Hrsg.: Überseemuseum Bremen]. Hrsg. von Hartmut Roder. [Autorinnen und Autoren: Hella Baumeister ... Fotos: Jochen Stoss], Ed. Temmen: Bremen 2005, ISBN 3-86108-571-2

## Ausstellungen
- Jochen Stoss – Pressefotografie 1958–2011. Haus der Bürgerschaft, Bremen, 21. Juni bis 10. August 2017.